# Готфрид II фон Хоенлое-Браунек
Готфрид II фон Хоенлое-Браунек (на немски: Gottfried II von Hohenlohe-Brauneck; * пр. 1293; † 1354) е господар на Хоенлое-Браунек в Браунек (1306 – 1354) и от 1314/1315 г. господар на Грюндлах („de Grinedla“/„Crintilaha“, днес Гросгрюндлах, част от Нюрнберг).
Той е син на Готфрид I фон Хоенлое-Браунек († 1312) и първата му съпруга Вилебирг († сл. 1278). Внук е на Конрад фон Хоенлое-Браунек-Романя (ок. 1192 – 1249) и съпругата му Петриса фон Бюдинген (ок. 1194 – сл. 1249). Правнук е на Хайнрих фон Вайкерсхайм-Хоенлое († сл. 1212) и Аделхайд фон Гунделфинген († сл. 1230).
Готфрид II фон Хоенлое-Браунек се жени пр. 26 юли 1311 г. за Маргарета фон Грюндлах († сл. 3 септември 1351), внучка на Хердеген фон Грюндлах († 1285), дъщеря наследничка на Хердеген фон Грюндлах († 1306) и София († 1290).
Около 1314/1315 г. родът Грюндлах измира по мъжка линия и Маргарета фон Грюндлах е единствената наследничка. Тя и нейният съпруг Готфрид II фон Хоенлое-Браунек през 1323 г. трябва да заложат големи части от собственостите на бургграф Фридрих IV фон Нюрнберг и да ги продат през 1326 г.

## Деца
Готфрид II фон Хоенлое-Браунек и Маргарета фон Грюндлах имат децата:
- Готфрид III (IV) († между 15 март 1367 и 24 август 1368), господар на Хоенлое в Браунек-Браунек (1354 – 1368), женен пр. 29 юни 1334 г. за Агнес фон Кастел († сл. 14 септември 1365)
- Анна († сл. 1365), омъжена пр. 9 април 1353 г. за граф Бурхард VIII фон Хоенберг († между 13 декември 1377 – 10 август 1381)
- Маргарета, приореса на Фрауенаурах
- Кунигунда († сл. 1338)
- Маргарета († сл. 1342), абатиса на Фреуентал 1342